# Municipio de Jefferson (condado de Cass, Indiana)
El municipio de Jefferson (en inglés, Jefferson Township) es un municipio del condado de Cass, Indiana, Estados Unidos. Tiene una población estimada, a mediados de 2023, de 1293 habitantes.

## Geografía
Está ubicado en las coordenadas 40°47′11″N 86°32′1″O / 40.78639, -86.53361. Según la Oficina del Censo, tiene una superficie total de 93.41 km², de los cuales 92.52 km² corresponden a tierra firme y 0.89 km² están cubiertos de agua.

## Demografía
Según el censo de 2020, en ese momento había 1297 personas residiendo en la zona. La densidad de población era de 14 hab./km². El 94.22 % de los habitantes eran blancos, el 0.54 % eran afroamericanos, el 0.69 % eran amerindios, el 0.31 % eran asiáticos, el 0.31 % eran de otras razas y el 3.93 % eran de una mezcla de razas. Del total de la población, el 2.24 % eran hispanos o latinos de cualquier raza.